# Anuppur
Anuppur è una suddivisione dell'India, classificata come nagar panchayat, di 16.397 abitanti, capoluogo del distretto di Anuppur, nello stato federato del Madhya Pradesh. In base al numero di abitanti la città rientra nella classe IV (da 10.000 a 19.999 persone).

## Geografia fisica
La città è situata a 23° 6' 0 N e 81° 40' 60 E e ha un'altitudine di 504 m s.l.m..

## Società

### Evoluzione demografica
Al censimento del 2001 la popolazione di Anuppur assommava a 16.397 persone, delle quali 8.512 maschi e 7.885 femmine. I bambini di età inferiore o uguale ai sei anni assommavano a 2.396, dei quali 1.214 maschi e 1.182 femmine. Infine, coloro che erano in grado di saper almeno leggere e scrivere erano 10.670, dei quali 6.267 maschi e 4.403 femmine.